# Уолш-младший, Джон
Джон Уолш-младший (англ. John Walsh; 23 декабря 1709, Лондон — 15 января 1766, Лондон) — британский музыкальный издатель и производитель музыкальных инструментов.
Принял дело из рук своего отца около 1730 года. В 1731 году получил патент на поставку музыкальных инструментов для королевского двора. В 1739 году заключил 14-летний контракт с Георгом Фридрихом Генделем на монопольное издание его сочинений, которые в итоге составили примерно половину выпускаемой Уолшем нотной продукции. Среди других значительных изданий Уолша — изданные в 1748 году 8 сонат для клавесина Доменико Альберти, с которых берёт своё начало распространение в европейской клавирной музыке так называемых альбертиевых басов.
В 1748 году Уолш был избран в попечительский совет лондонского Воспитательного дома и, как предполагается, привлёк Генделя к помощи этому заведению: оратория Генделя «Мессия» неоднократно исполнялась благотворительным образом с передачей дохода в пользу сирот, а спустя несколько лет Гендель сам вошёл в число попечителей.
После смерти Уолша дело перешло к его сотрудникам Уильяму Рэндоллу и Джону Эйбелу и затем ещё несколько раз переходило из рук в руки, пока в 1851 году не было приобретено известным музыкальным издательством Novello.